# Argot

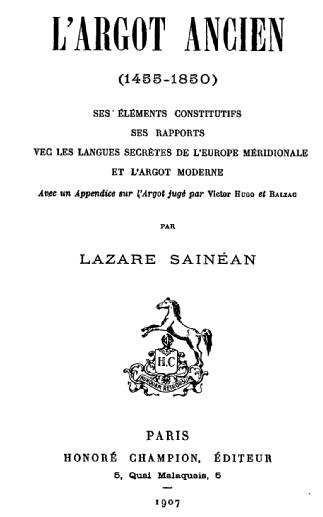
Portada de L'Argot ancien, obra en francés del lingüista de origen rumano Lazăr Şăineanu (acreditado como Lazare Sainéan).

El argot (la palabra es un galicismo empleado por «jerga») es la variedad lingüística específica utilizada por un grupo de personas que comparten unas características comunes por su categoría social, profesión, procedencia, aficiones, etc.
Los argots se producen continuamente para nombrar aquello que carece de una traducción literal en la lengua normada, vigente en un determinado momento. La mayoría de estos argots acaban siendo aceptados como vocabulario propio de ese idioma o del grupo social. Como variedad lingüística los argots difieren de la variedad estándar, o el lenguaje coloquial, en el uso de formas léxicas o expresiones, aunque usualmente comporten la pronunciación y la gramática de la variedad estándar.
El autor Víctor Hugo fue uno de los primeros en investigar y compilar términos del argot criminal. En su novela de 1862 Los miserables, se refiere a ese argot como "el lenguaje de la oscuridad" y "el lenguaje de la miseria".
El primer registro conocido del término argot en este contexto estaba en un documento de 1628. La palabra probablemente se deriva del nombre contemporáneo les argotiers, dado a un grupo de ladrones en ese momento.
Los argots son un importante factor de cambio y renovación lingüística. En el pasado se asociaban a la expresión vulgar, poco culta. Desde el siglo XX las jergas y similares son objeto de estudio por los especialistas.

## Argot, jerga y germanía
- El argot abarca todo tipo de palabras y frases entre personas de una misma posición, rango o estirpe. El subgrupo social o cultural que lo crea suele estar socialmente integrado.
- La jerga denomina únicamente el lenguaje técnico entre grupos sociales o profesionales.
- La germanía es el argot de grupos que no están socialmente integrados.

Lo anterior no ha de ser entendido literalmente, sino que ha de matizarse, pues existen jergas propias de colectivos marginales, por ejemplo delincuentes, traficantes y reclusos. En este caso las jergas se convierten en una especie de lenguaje cifrado para evitar que los mensajes sean entendidos por individuos ajenos al grupo, manteniendo en secreto actividades ilegales o delictivas.
Los grupos profesionales suelen crear tanto argots como jergas. Piénsese en policías, profesionales de la medicina y de la informática, deportistas o periodistas. 
En cambio, las minorías sociales diferenciadas –soldados, jóvenes, drogodependientes, gitanos, miembros de sectas o sociedades secretas- tienden a producir argots principalmente.

## Evolución de un argot
Un argot recoge las expresiones que se corresponden a las actitudes y sistema de valores del grupo que lo crea. El argot deviene así en un importante elemento aglutinador de los individuos en el grupo, a la vez que divisa o bandera que distingue a ese grupo de otros.
Si el grupo en cuestión está en contacto con la cultura socialmente aceptada, sus expresiones se incorporarán a la lengua diaria comúnmente aceptada, aunque se las reconozca como argot. Con el tiempo incluso pueden ser admitidas en el lenguaje normado como variedades del mismo, o particularismos. Así ha sucedido con los gitanismos chaval o chavo (sinónimo de chico), canguelo (miedo), camelo (mentira o exageración), y cañí (gitano). También con tele (televisión). Todos esos términos son frecuentes en el español peninsular, y en otras zonas hispanohablantes. Los argots traspasan fronteras. 
Las creaciones del argot pueden tener una aceptación amplia en la sociedad del momento. A partir de ahí, algunos términos se desgastarán rápidamente y desaparecerán, mientras que otros se incorporarán a la lengua bien con el significado original –mili, de milicia-, o aportando uno nuevo. No son raros los casos de pervivencia secular de un registro de argot. Así, en España, melopea –borrachera-; en América, pelado –persona pobre y sin linaje-, fregar (molestar) o chamba (trabajo) comúnmente están relacionados en un idioma aunque allí no se hable; un ejemplo es sándwich, que es una palabra en inglés y se lo relaciona en el español.
En el siglo XX, con el turismo masivo, los medios de comunicación y el cine, los argots han traspasado las barreras lingüísticas. Expresiones propias del lenguaje de la delincuencia, difundidas por las novelas, películas y series de televisión, están hoy en boca de todos: cinco de los grandes o cinco mil pavos puede significar cinco mil euros o cinco mil dólares, dependiendo del contexto.
La evolución de una determinada expresión de un argot depende en gran medida de los cambios sociales que se produzcan. En el argot juvenil de la década de 1960 gris era sinónimo de policía. Hoy, sin embargo, ha caído en desuso. Aquella policía ya no existe. Ni siquiera es igual el color del uniforme. Lo mismo sucede en Puerto Rico, Panamá, México y Cuba con fotingo, un determinado automóvil de marca Ford, considerado barato y de mala calidad. Salieron otras marcas al mercado, y la voz fotingo se extinguió.